# Вайс (списание)
Вайс (на английски: Vice) е безплатно списание, основано в Монреал и издавано в Ню Йорк. Списанието е за младежката и инди културата и често основна тема в него са сексът, наркотиците, насилието, престъпността и расизмът.
Основано е под името Voice of Montreal през 1994 г. в Монреал от Суруш Алви, Гавин Макинес и Шейн Смит. Името му е сменено на Vice през 1996 г.
Издава се в 27 страни на света, сред които САЩ, Великобритания и България. То се финансира предимно от рекламите в него.